# 팰컨 엔터테인먼트
팰컨 엔터테인먼트(Falcon Entertainment)는 샌프란시스코에 본사를 둔 게이 포르노 기업이다.